# آلباتروس‌های پشت‌سیاه
آلباتروس‌های پشت‌سیاه (نام علمی: Thalassarche) سرده‌ای از آلباتروس‌های با جثه متوسط است که در گذشته عضوی از سرده آلباتروس‌های بزرگ بود ولی بعدها بررسی‌های دی‌ان‌ای میتوکندریایی نشان دادند که آن‌ها آرایه‌ای فراگیر هستند که با آلباتروس‌های دوده‌ای خویشاوند هستند و سرده‌ای جدا برای خود یافتند. اعضای این سرده تنها در نیم‌کره جنوبی حضور دارند.

## طبقه‌بندی
اعضای این سرده به شرح زیر هستند:
- آلباتروس‌های پشت‌سیاه
  - آلباتروس ابروسیاه، Thalassarche melanophris 
  - آلباتروس کمپ‌بل، Thalassarche (melanophris) impavida
  - آلباتروس خجالتی، Thalassarche cauta
  - آلباتروس تاج‌سفید، Thalassarche steadi
  - آلباتروس چتهام، Thalassarche (cauta) eremita
  - آلباتروس سلوین، Thalassarche (cauta) salvini
  - آلباتروس سرخاکستری، Thalassarche chrysostoma
  - آلباتروس بینی‌زرد اطلس، Thalassarche chlororhynchos
  - آلباتروس بینی‌زرد هند، Thalassarche (chlororhynchos) carteri
  - آلباتروس بولر، Thalassarche bulleri